# Erna Wallisch
Erna Wallisch (* 10. Februar 1922 als Erna Pfannstiel in Benshausen; † 16. Februar 2008 in Wien) war Aufseherin in den KZ Ravensbrück und Majdanek (Lublin).

## Leben
Erna Hedwig Wallisch war das fünfte Kind einer in einfachen Verhältnissen lebenden Familie. Ihr Vater Ernst war Postbeamter, ihre Mutter Wilhelmine Hausfrau. Nach der Volksschule und einem Pflichtjahr besuchte Wallisch eine zweijährige Hauswirtschaftsschule und absolvierte ein freiwilliges Jahr im Reichsarbeitsdienst. Danach arbeitete sie als Haushaltshilfe.
19-jährig bewarb sich Erna Pfannstiel im Frühjahr 1941 um eine Stelle als Aufseherin im Frauenkonzentrationslager Ravensbrück in Fürstenberg/Havel. Ihre Einstellung erfolgte am 1. Mai. Nach mehr als einem Jahr Dienst wurde sie am 7. Oktober 1942 gemeinsam mit neun anderen Wärterinnen nach Polen ins Vernichtungslager Majdanek in Lublin versetzt. Im KZ Majdanek lernte sie ihren späteren Mann Georg Wallisch kennen, der in ihrem Alter war und im Lager als Wache arbeitete. Im Oktober 1943 und noch einmal im November 1943 stellte Georg Wallisch ein Heiratsgesuch beim Rasse- und Siedlungshauptamt. Zu diesem Zeitpunkt war Erna Pfannstiel schwanger. Da Georg Wallisch goldene Uhren gestohlen hatte, die bei der Selektion den Juden abgenommen worden waren, wurde er zu drei Jahren Kerker verurteilt.
Am 15. Januar 1944 beendete Erna Pfannstiel aufgrund ihrer Schwangerschaft den Dienst in Majdanek und zog zunächst zurück nach Fürstenberg. Dort bemühte sie sich vergeblich um eine Ferntrauung mit Georg Wallisch. Schließlich erhielt das Paar die Genehmigung, am 24. März 1944 in Lublin zu heiraten. Danach lebte Erna Wallisch für kurze Zeit in Thüringen, brachte am 9. April 1944 ihre Tochter zur Welt und zog dann in ein Zinshaus in die Schiffmühlenstraße in Wien-Kaisermühlen. Sechs Monate später, am 23. Juli 1944, befreiten russische Soldaten das großteils geräumte Lager Majdanek. Im Oktober 1946 kehrte Georg Wallisch aus einem Internierungslager der Amerikaner nach Wien zurück und baute sich mit Erna Wallisch ein kleinbürgerliches Leben auf.
Am 16. Februar 2008 starb Wallisch im Alter von 86 Jahren in einem Krankenhaus. Sie wurde am Sieveringer Friedhof (Abteilung 2, Gruppe 10, Reihe 60) bestattet.

## Vorwürfe und Strafverfolgung
Wallisch befand sich auf einer Liste des Jüdischen Dokumentationszentrums von gesuchten mutmaßlichen NS-Verbrechern und soll ihre Beteiligung an der Selektion und Ermordung von KZ-Insassen laut Efraim Zuroff, dem Direktor des Simon Wiesenthal Centers in Jerusalem, zugegeben haben. Sie hielt sich zwischen Oktober 1942 und Januar 1944 im KZ Majdanek auf. Von Überlebenden wurde sie als Sadistin beschrieben, die Opfer selektierte und in den Tod führte.
Mitte der 1960er Jahre wurde das erste Verfahren gegen Wallisch in Graz geführt und im Jahr 1965 eingestellt.
In den 1970er Jahren wurde ein zweites Verfahren in Wien angestrengt. Der Staatsanwalt stellte das Verfahren jedoch aufgrund der damals geltenden Rechtslage (Verjährung) ein.
Auf Betreiben von Zuroff sollte im Jahr 2005 die österreichische Justiz nochmals tätig werden, jedoch erklärte der Pressesprecher der Justizministerin Karin Gastinger, Christoph Pöchinger, dass für einen „direkten Mord“ nicht genügend Beweise vorlägen.
Der von Pöchinger ins Treffen geführte fehlende Nachweis einer eigenhändigen Tatbegehung wäre für eine Wiederaufnahme des Verfahrens unbedingt notwendig gewesen, da es bis zur Strafrechtsreform keine Beihilfe im heutigen Sinne gab. Nach bis 1973 geltendem Recht war die „entfernte Mitschuld am Mord“, wie das Delikt hieß, bereits verjährt. Im Gegensatz zur heutigen Beihilfe konnte diese „entfernte Mitschuld“ sehr wohl verjähren. Nach heute geltendem österreichischen Recht wäre Wallisch auch als bloße Beteiligte (und somit nicht Haupttäterin) an einem Mord mit einer lebenslangen Haftstrafe bedroht und ihr Delikt somit zwar strafmildernd, aber nicht verjährungsfähig.
Der Pressesprecher von Justizministerin Gastinger, Christoph Pöchinger, sorgte mit seinem Statement „Wir bewegen uns hier im sehr sensiblen Spannungsfeld zwischen moralischem Anspruch und rechtlichen Möglichkeiten“ für Aufsehen.
Das Simon-Wiesenthal-Zentrum unter Leitung von Zuroff beschäftigte sich auch weiterhin mit der Aufarbeitung der Wallisch vorgeworfenen NS-Verbrechen. So bemühte sich Zuroff mehrmals um eine Auslieferung der KZ-Aufseherin nach Polen, da dort Gesetze gelten, die keine Verjährung von Kriegsverbrechen vorsehen. Für ein Verfahren wegen Mordes fehlten allerdings auch dort die Beweise.
Im Januar 2008 konnten schließlich fünf Zeugen aus Polen ausfindig gemacht werden, die bereit waren, gegen Wallisch und über ihr Verhalten im KZ Majdanek auszusagen. Daraufhin wurde die Diskussion um eine Auslieferung erneut aktuell. Zusätzlich begann die österreichische Staatsanwaltschaft mit Ermittlungen zu den neuen Aussagen und ihrer Verwertbarkeit.
Nach ihrem Tod am 16. Februar 2008 wurde das Ermittlungsverfahren eingestellt.